# Møllehøj im Hornsherred

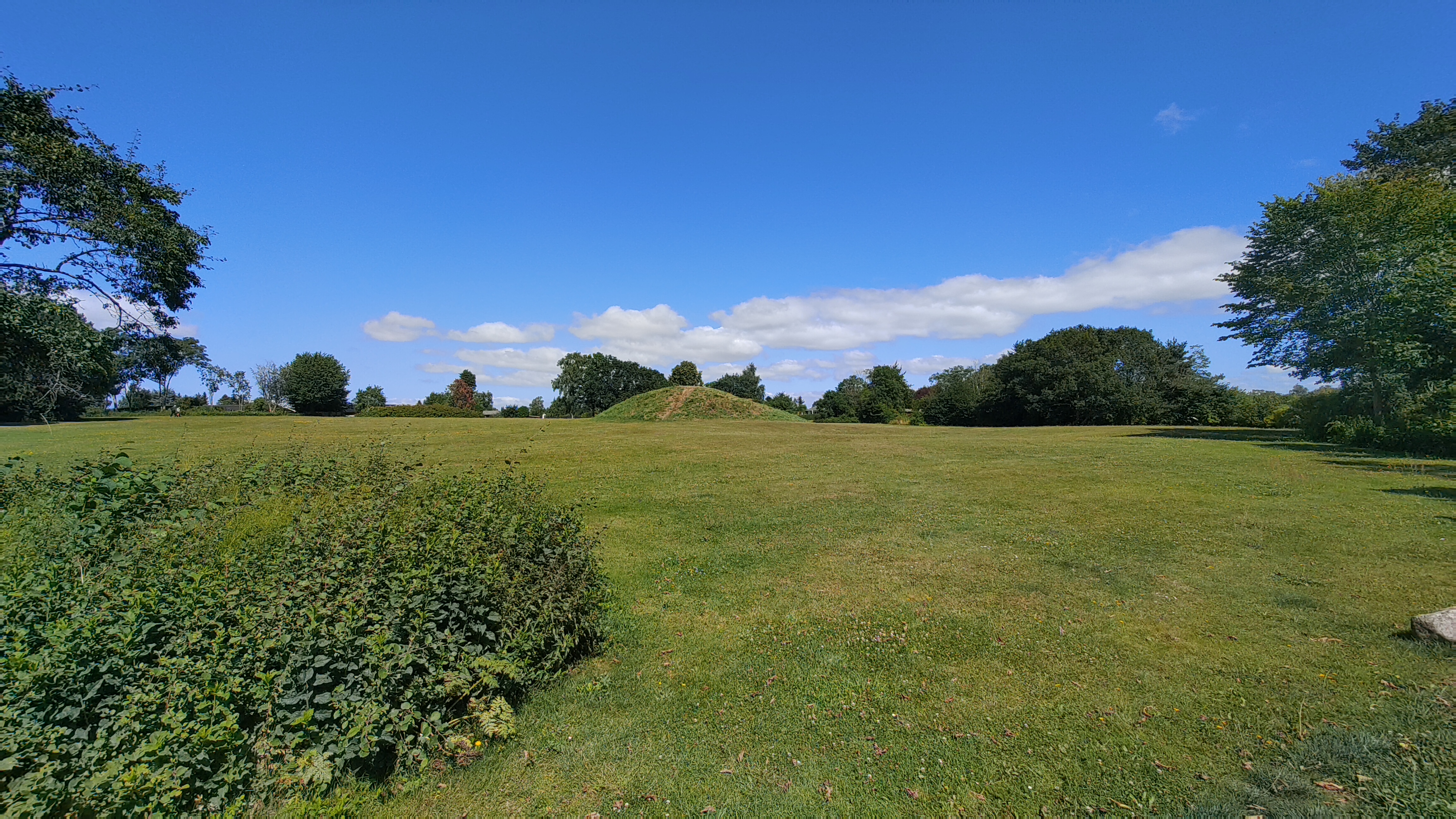
Hügelgrab in der Seitenansicht

 Der Møllehøj im Hornsherred (auch  Åhuse Jættestue, Mølledys oder Troldegårdene genannt) liegt in der Kyndeløse Mark, westlich von Hyllinge Kirke im Hornsherred auf der dänischen Insel Seeland und ist ein Doppelganggrab, (dänisch dobbeltjættestue).   

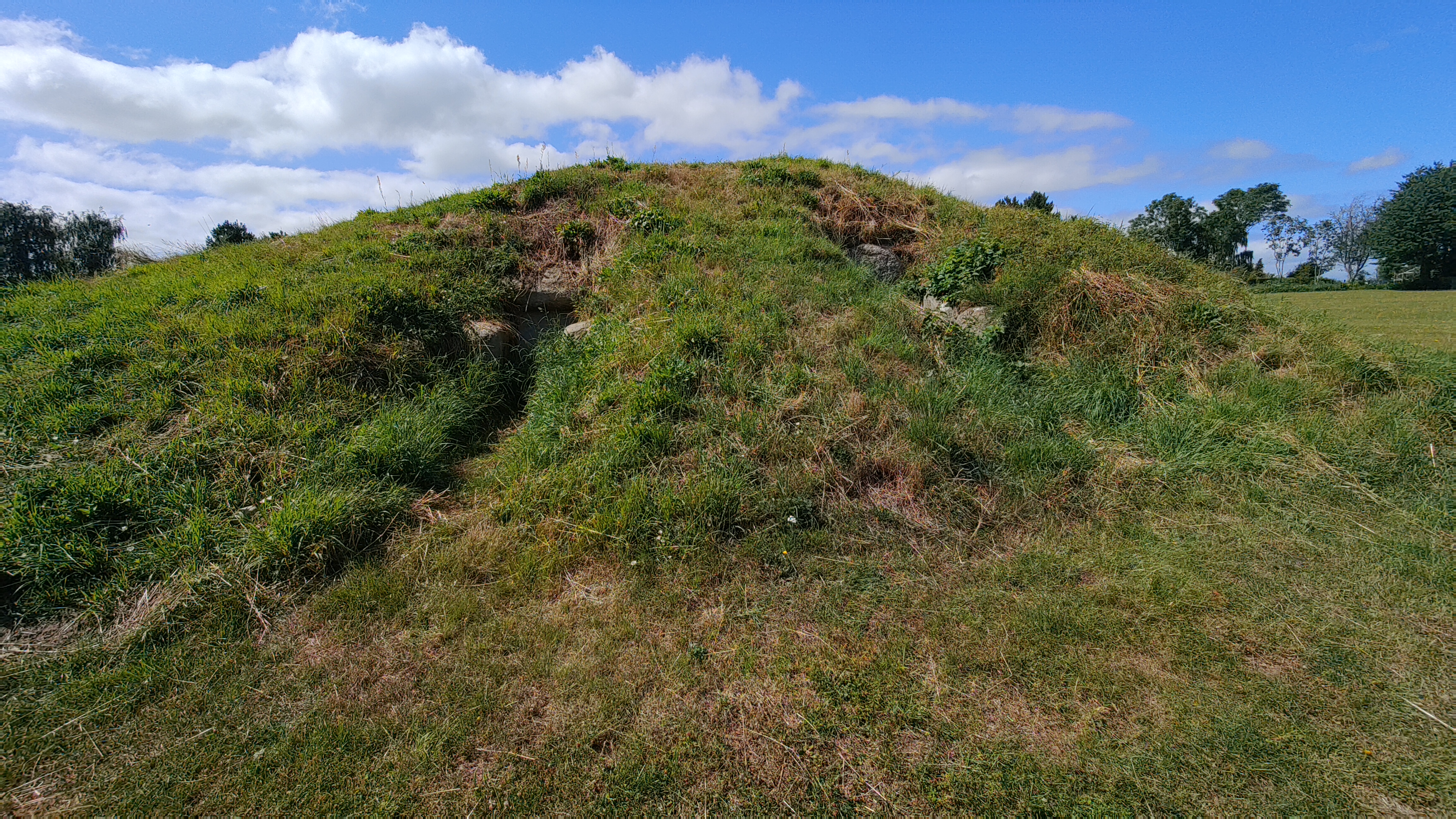
Hügelgrab mit Zugängen

Die Megalithanlage der Trichterbecherkultur (TBK) entstand gemäß C14-Datierung im Neolithikum etwa 3500 v. Chr. und ist eine Bauform jungsteinzeitlicher Megalithanlagen, die aus einer Kammer und einem baulich abgesetzten, lateralen Gang besteht. Diese Form ist primär in Dänemark, Deutschland und Skandinavien, sowie vereinzelt in Frankreich und den Niederlanden zu finden. Der Møllehøj war 1938 bei der Ausgrabung durch Knud Thorvildsen (1907–1987) etwas Besonderes, da seine Kammern seit der Vorzeit unberührt waren. Neolithische Monumente sind Ausdruck der Kultur und Ideologie neolithischer Gesellschaften. Ihre Entstehung und Funktion gelten als Kennzeichen der sozialen Entwicklung.

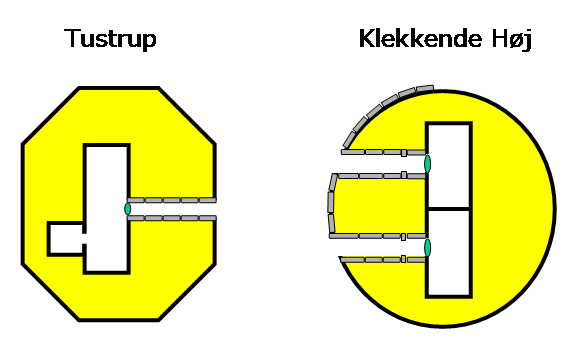
Doppelganggrab rechts

Er darf nicht verwechselt werden mit:
- dem Møllehøj in der Kommune Skanderborg in Ost-Jütland, der mit 170,86 m die höchste Erhebung Dänemarks ist
- dem Møllehøjen bei Jyllinge und vielen
- anderen Megalithanlagen (z. B. der Møllehøj bei Frederikssund) oder Grabhügeln dieses Namens, wie der bei Strandby auf Langeland.

## Beschreibung
Der Møllehøj war 1938 bei der Ausgrabung durch Knud Thorvildsen (1907–1987) etwas Besonderes, da seine Kammern seit der Vorzeit unberührt waren.
Die beiden ovalen, mit Erde gefüllten Ganggrabkammern im Møllehøj (deutsch Mühlenhügel) haben einen kurzen gemeinsamen Trennstein. Unterhalb der Decksteine war Raum für eine Person. Daher wurde beschlossen, dass je eine Person in jede Anlage kriecht, um die Erde so gut es ging auszuschaufeln. 
Die Nordost-Südwest orientierte Nordkammer ist oval und 3,6 m lang, 2,2 m breit und 1,8 m hoch. Sie besteht aus neun einwärts geneigten Tragsteinen, die mit ihrer flachen Seite und nach innen zeigen. Mehrere Steinlagen liegen zwischen den Trag- und Decksteinen. Trockenmauerwerk befindet sich zwischen den Tragsteinen von Kammer und Gang. Die Gangöffnung liegt in der Mitte einer Langseite. Die Kammer war mit drei Decksteinen bedeckt, wobei der mittlere fehlt. Der Gang, dessen Boden 0,2 m höher als der der Kammer liegt, ist 3,8 m lang, 0,7 m breit und 1,2 m hoch. Es besteht aus drei Seitensteinpaaren. Es gibt Rahmen- und an den Enden des Ganges Schwellensteine.
Der Boden beider Anlagen war mit menschlichen Skeletten gefüllt und Scherben des gleichen Gefäßes fanden sich über Kammer und Gang verstreut. Eine Menge von Beigaben wurde während der Ausgrabungen gefunden. Darunter waren mehrere Äxte und Messer aus Feuerstein, Schmuck aus Elfenbein, Gesichtsurnen (dänisch Ansigtskar) und Knochen sowie mehrere Bernsteinperlen.